# Ás da aviação
Um ás da aviação é um aviador militar creditado por abater cinco ou mais aeronaves inimigas em combates aéreos. O número exato de vitórias necessárias para se qualificar oficialmente como ás varia, mas geralmente é considerado a partir de cinco.
O conceito de ás surgiu em 1915, durante a Primeira Guerra Mundial, com os primeiros  combates aéreos. Era um termo de propaganda destinado a proporcionar à frente interna um culto ao herói, no que de outra forma seria uma guerra de exaustão. As ações individuais dos ases foram amplamente divulgadas e suas imagens como a de cavaleiros como de épocas passadas. Durante um breve período inicial, quando o combate ar-ar estava apenas sendo inventado, um piloto excepcionalmente habilidoso poderia moldar a batalha nos céus. Durante a maior parte da guerra, porém, a imagem do ás teve pouco a ver com a realidade da guerra aérea, na qual os combatentes lutavam em formação e a supremacia aérea dependia fortemente da relativa disponibilidade de recursos.
Os sucessos dos pilotos ases alemães como Max Immelmann e Oswald Boelcke, e especialmente Manfred von Richthofen, o Barão Vermelho, piloto de caça mais vitorioso da Primeira Guerra Mundial, foram bem divulgados para o benefício do moral civil, com a Pour le Mérite, mais alta condecoração da Prússia, tornando-se parte do uniforme de um importante ás alemão. Na Luftstreitkräfte, a Pour le Mérite foi apelidada de Der blaue Max (o Max azul), em homenagem a Max Immelmann, que foi o primeiro piloto a receber este prêmio. Inicialmente, os aviadores alemães deveriam destruir oito aeronaves aliadas para receber esta medalha. À medida que a guerra avançava, as qualificações para Pour le Mérite foram aumentadas, mas os pilotos de caça bem-sucedidos continuaram a ser aclamados como heróis nacionais pelo resto da guerra.
Os poucos ases entre os aviadores de combate foram historicamente responsáveis pela maioria das vitórias ar-ar na história militar.

## História

### Primeira Guerra Mundial

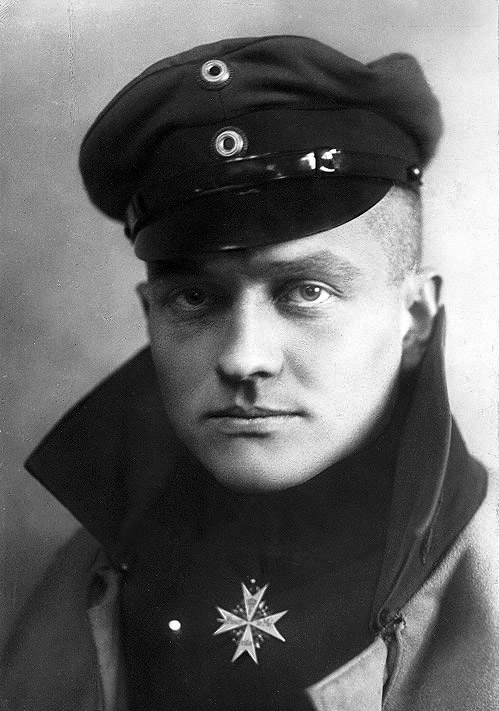
Manfred von Richthofen, conhecido como o "Barão Vermelho", marcou o maior número de mortes oficialmente aceitas (80) na Primeira Guerra e é o ás da aviação mais famoso de todos os tempos.

A Primeira Guerra Mundial introduziu o uso sistemático de verdadeiros caças monoposto, com velocidade e agilidade suficientes para capturar e manter contato com alvos no ar, aliados a armamento suficientemente poderoso para destruir os alvos. O combate aéreo tornou-se uma característica proeminente com o Flagelo Fokker, na última metade de 1915. Este foi também o início de uma tendência de longa data na guerra, mostrando estatisticamente que aproximadamente cinco por cento dos pilotos de combate eram responsáveis pela maioria das vitórias ar-ar.
Como os esquadrões de caça alemães geralmente lutavam bem dentro das linhas, era praticável estabelecer e manter diretrizes muito rigorosas para o reconhecimento oficial das reivindicações de vitória dos pilotos. As vitórias partilhadas foram creditadas a um dos pilotos envolvidos ou à unidade como um todo – a destruição da aeronave deveria de ser fisicamente confirmada pela localização dos seus destroços, ou encontrada testemunha independente da destruição. As vitórias também foram contadas para aeronaves forçadas a descer dentro das linhas alemãs, pois isso geralmente resultava na morte ou captura da tripulação inimiga.
Os pilotos de caça aliados lutaram principalmente no espaço aéreo controlado pelos alemães e muitas vezes não estavam em posição de confirmar que uma aeronave inimiga aparentemente destruída havia de fato caído, então essas vitórias foram frequentemente reivindicadas como "derrubadas", "forçadas pousar" ou "fora de controle" (chamadas de "prováveis" em guerras posteriores). Essas vitórias geralmente eram incluídas nos totais do piloto e nas cotações para condecorações.

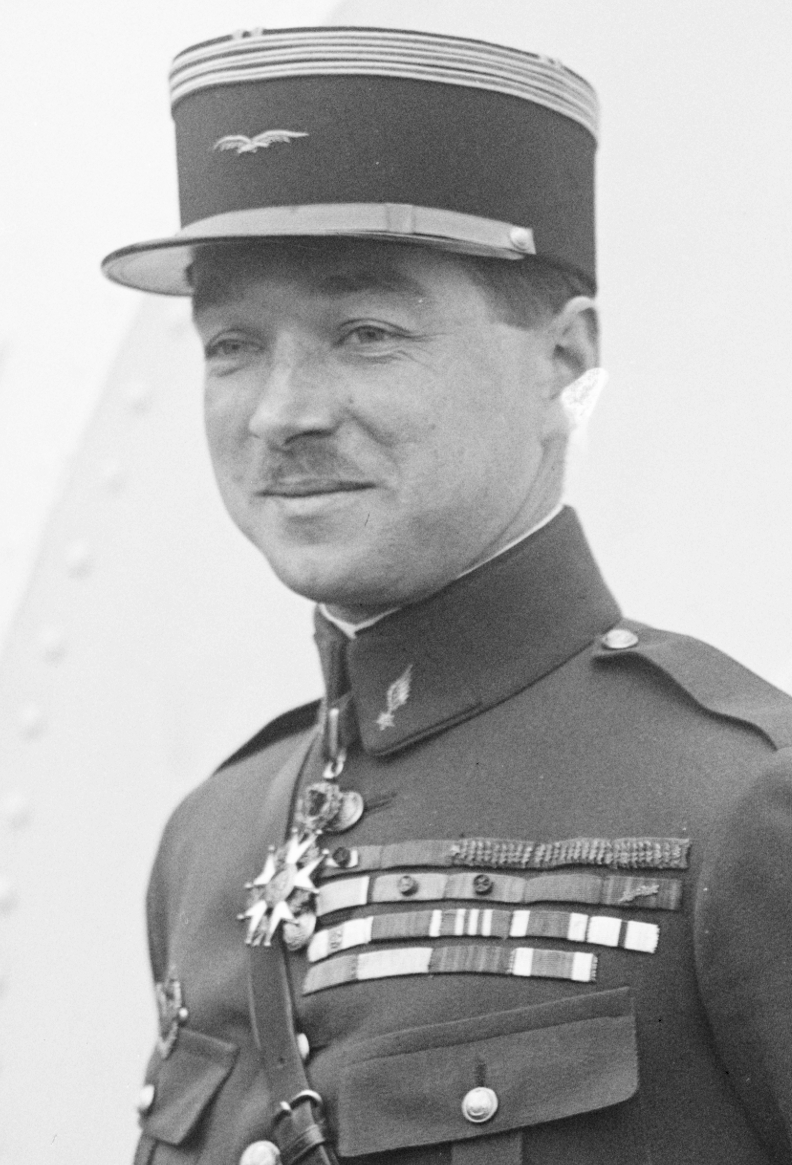
Coronel francês René Fonck, o ás da aviação Aliado com mais vitórias, com 75 vitórias.

O alto comando britânico considerou que os elogios aos pilotos de caça eram prejudiciais para os igualmente corajosos bombardeiros e equipes de reconhecimento aéreo – de modo que os serviços aéreos britânicos não publicaram estatísticas oficiais sobre o sucesso dos indivíduos. No entanto, alguns pilotos tornaram-se famosos pela cobertura da imprensa, tornando o sistema de reconhecimento de pilotos de caça bem-sucedidos muito mais informal e um tanto inconsistente. O piloto Arthur Gould Lee descreveu sua própria pontuação em uma carta a sua esposa como "Onze, cinco por mim sozinho - o resto compartilhado", acrescentando que ele estava "a quilômetros de ser um ás". Isso mostra que seu Esquadrão Nº 46 da RAF contou mortes compartilhadas, mas separadamente das mortes “solo” — um de uma série de fatores que parece ter variado de unidade para unidade. Também é evidente que Lee considerou um número superior a cinco mortes necessário para o status de "ás". Os historiadores da aviação o consideram um ás, com duas aeronaves inimigas destruídas e cinco caídas fora de controle, totalizando sete vitórias.
Outros países Aliados, como a França e a Itália, situaram-se em algum lugar entre a abordagem muito rigorosa alemã e a relativamente casual abordagem britânica. Eles geralmente exigiam testemunho independente da destruição de uma aeronave, tornando muito difícil a confirmação das vitórias obtidas em território inimigo. O sistema de créditos belga às vezes incluía "fora de controle" para ser considerado uma vitória.
O Serviço Aéreo do Exército dos Estados Unidos adotou padrões franceses para avaliar vitórias, com duas exceções - durante o verão de 1918, enquanto voava sob o controle operacional dos britânicos, o 17º Esquadrão Aeronáutico e o 148º Esquadrão Aeronáutico usaram padrões britânicos. Os jornalistas americanos, na correspondência que mantinham com os seus jornais, decidiram que cinco vitórias eram o mínimo necessário para se tornar um ás.
Embora o status de "ás" fosse geralmente conquistado apenas por pilotos de caça, bombardeiros e equipes de reconhecimento de ambos os lados também destruíram algumas aeronaves inimigas, normalmente para se defenderem de ataques. O exemplo mais notável de um ás não-piloto na Primeira Guerra foi Charles George Gass, com 39 vitórias aéreas credenciadas.
| Ases da I Guerra Mundial:                              | Ases da I Guerra Mundial: | Ases da I Guerra Mundial:  | Ases da I Guerra Mundial: | Ases da I Guerra Mundial:          |
| ------------------------------------------------------ | ------------------------- | -------------------------- | ------------------------- | ---------------------------------- |
|                                                        |                           |                            |                           |                                    |
| Manfred von Richthofen (o "Barão Vermelho") (Alemanha) | Eddie Rickenbacker (EUA)  | Francesco Baracca (Itália) | Harry Cobby (Austrália)   | Godwin Brumowski (Áustria-Hungria) |

### Entre as guerras mundiais
Entre as duas guerras mundiais, houve dois teatros que produziram ases da aviação, a Guerra Civil Espanhola e a Segunda Guerra Sino-Japonesa.
O ás espanhol Joaquín García Morato obteve 40 vitórias para os nacionalistas durante a Guerra Civil Espanhola. Parte da intervenção externa na guerra consistiu no fornecimento de pilotos estrangeiros “voluntários” a ambos os lados. Ases russos e americanos juntaram-se à força aérea republicana, enquanto os nacionalistas incluíam alemães e italianos.
O Grupo de Voluntários Soviéticos iniciou suas operações na Segunda Guerra Sino-Japonesa já em 2 de dezembro de 1937, resultando em 28 ases soviéticos. Os Tigres Voadores eram pilotos militares americanos que recrutaram sub rosa para ajudar os nacionalistas chineses. Eles passaram o verão e o outono de 1941 em trânsito para a China e não começaram a voar em missões de combate até 20 de dezembro de 1941.

### Segunda Guerra Mundial

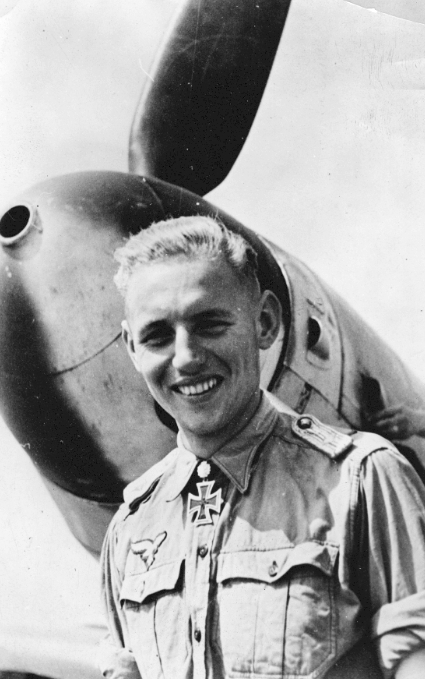
Erich Hartmann, com 352 mortes oficiais, o maior número para um piloto de caça.

Na Segunda Guerra Mundial, muitas forças aéreas adotaram a prática britânica de creditar parcelas fracionárias de vitórias aéreas, resultando em frações ou pontuações decimais, como11+1⁄2 ou 26,83. Alguns comandos dos EUA também creditaram as aeronaves destruídas no solo como iguais às vitórias aéreas. Os soviéticos distinguiram entre mortes individuais e em grupo, assim como os japoneses, embora a Marinha Imperial Japonesa tenha parado de creditar as vitórias individuais (em favor das contagens dos esquadrões) em 1943.
As Forças Aéreas Soviéticas têm os melhores pilotos aliados em termos de vitórias aéreas, Ivan Kozhedub creditado com 66 vitórias e Alexander Pokryshkin obteve 65 vitórias. Também conquistou as únicas mulheres ases da guerra: Lydia Litvyak obteve 12 vitórias e Yekaterina Budanova alcançou 11. Os pilotos dos aliados ocidentais com maior pontuação contra a Luftwaffe alemã foram Johnnie Johnson (RAF, 38 mortes) e Gabby Gabreski (USAAF, 28 mortes no ar e 3 no solo). No teatro do Pacífico, Richard Bong se tornou o maior ás estadunidense com 40 mortes. No teatro mediterrâneo, Pat Pattle conseguiu pelo menos 40 mortes, principalmente contra aviões italianos, e se tornou o principal ás dos caças da Commonwealth na guerra. Lutando em lados diferentes, o piloto francês Pierre Le Gloan teve a inusitada distinção de abater quatro aeronaves alemãs, sete italianas e sete britânicas, esta última enquanto voava para a  França de Vichy, na Síria.

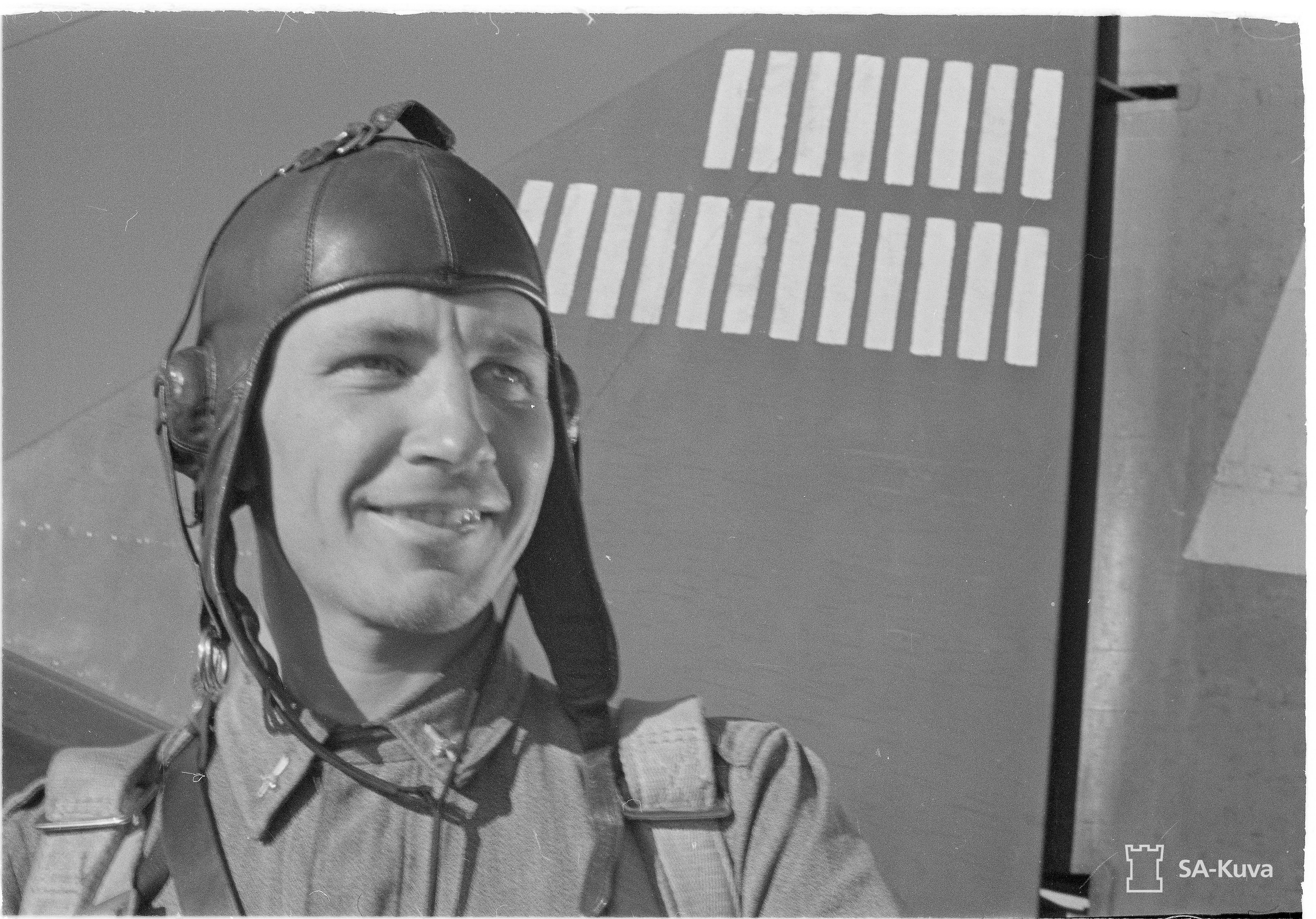
Ilmari Juutilainen, o maior ás da aviação finlandês, com 94 mortes confirmadas, o piloto não alemão com maior pontuação de todos os tempos.

A Luftwaffe continuou a tradição de "um piloto, uma morte", e agora se referia aos mais efetivos como Experten. Alguns pilotos da Luftwaffe alcançaram escores muito altos, como Erich Hartmann (352 mortes) ou Gerhard Barkhorn (301 mortes). Houve 107 pilotos alemães com mais de 100 mortes. A maioria destes foram vencidos contra a Força Aérea Soviética. O ás com maior pontuação contra as forças aliadas ocidentais foi Hans-Joachim Marseille (158 mortes)  e Heinz Bär (208 mortes, das quais 124 no oeste). Notáveis são também Heinz-Wolfgang Schnaufer, com 121 mortes, o ás dos caças noturnos com maior contagem, e Werner Mölders, o primeiro piloto a reivindicar mais de 100 mortes na história da guerra aérea. Pilotos de outras potências do Eixo também alcançaram pontuações altas, como Ilmari Juutilainen (Força Aérea Finlandesa, 94 mortes), Constantin Cantacuzino (Força Aérea Romena, 69 mortes) ou Mato Dukovac (Força Aérea Croata, 44 mortes). O piloto de caça japonês com maior pontuação foi Tetsuzō Iwamoto, que conseguiu 216 mortes.
Dois brasileiros nascidos em Curitiba se tornaram ases no conflito: o paranaense Egon Albrecht, filho de imigrantes alemães, com 25 vitórias confirmadas, lutando pela Luftwaffe; e Pierre Clostermann, filho de pais franceses com 33 vitórias pela RAF, sendo esse também considerado o primeiro ás da França.

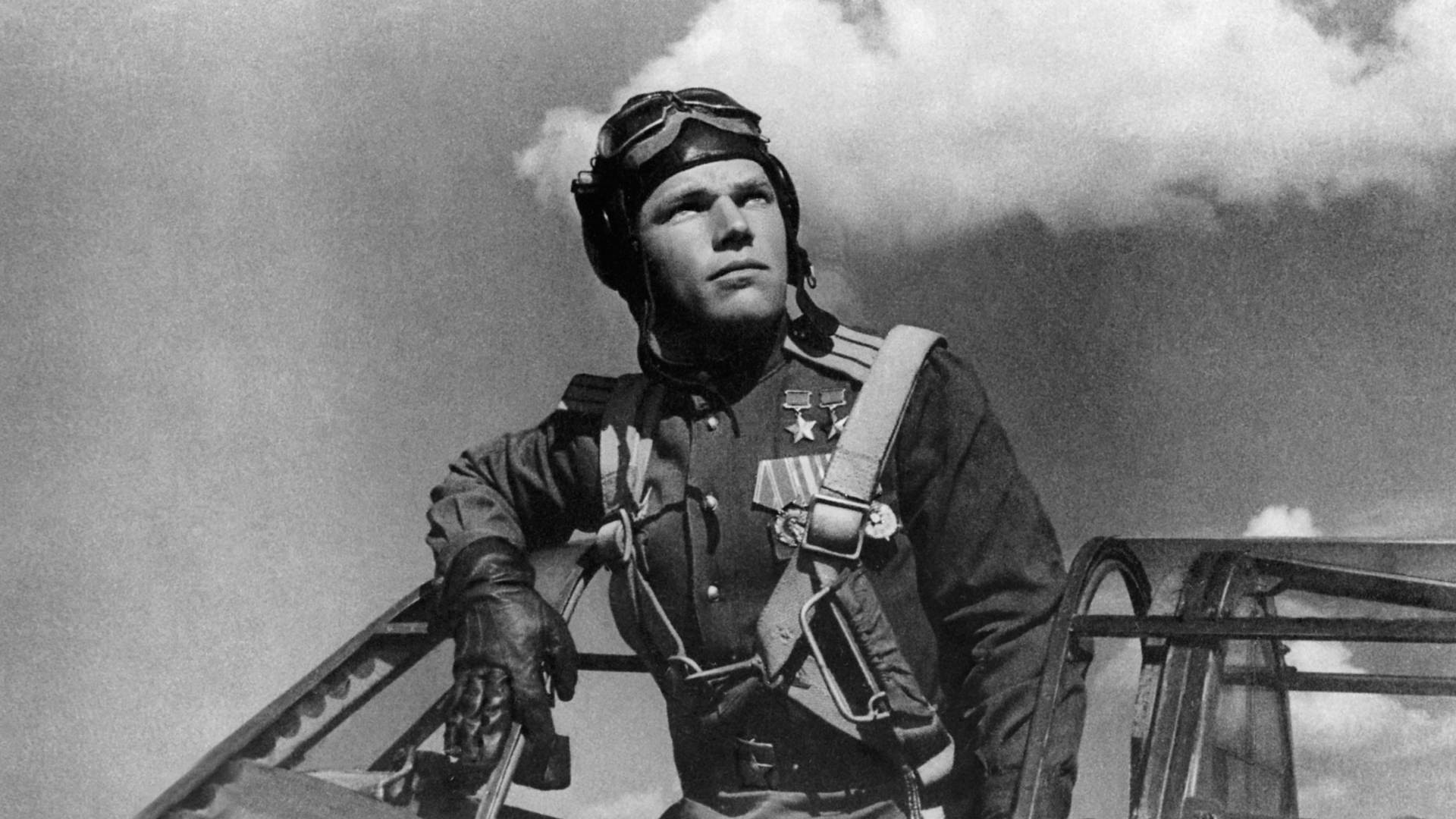
Ivan Kozhedub, o principal ás da aviação soviético e aliado na guerra, com 60 vitórias individuais em seu crédito

Vários fatores provavelmente contribuíram para os totais muito elevados dos principais ases alemães. Por um período limitado (especialmente durante a Operação Barbarossa), muitas vitórias do Eixo foram sobre aeronaves obsoletas e pilotos Aliados mal treinados ou inexperientes. Além disso, os pilotos da Luftwaffe geralmente realizavam muito mais missões individuais (às vezes bem mais de 1 000) do que seus colegas aliados. Além disso, eles muitas vezes continuaram voando em missões de combate até serem capturados, incapacitados ou mortos, enquanto os pilotos aliados bem-sucedidos eram geralmente promovidos para posições que envolviam menos voos de combate ou rotineiramente transferidos de volta para bases de treinamento para passar seu valioso conhecimento de combate aos pilotos mais jovens. Um desequilíbrio no número de alvos disponíveis também contribuiu para os números aparentemente mais baixos do lado Aliado, uma vez que o número de caças operacionais da Luftwaffe era normalmente bem abaixo de 1 500, com o número total de aeronaves nunca excedendo 5 000, sendo que o número total de aeronaves produzidas pelos Aliados é quase o triplo. Uma diferença nas táticas também pode ter sido um fator; Erich Hartmann, por exemplo, afirmou "Veja se há um retardatário ou um piloto incerto entre o inimigo... Derrube-o", o que teria sido uma forma eficiente e de risco relativamente baixo de aumentar o número de mortes. Ao mesmo tempo, a "Instrução para Combate Aéreo" soviética de 1943 afirmava que a primeira prioridade deveria ser o comandante inimigo, o que era uma tarefa muito mais arriscada, mas que proporcionava o maior retorno em caso de sucesso.
| Ases da II Guerra Mundial: | Ases da II Guerra Mundial:             | Ases da II Guerra Mundial:  | Ases da II Guerra Mundial: | Ases da II Guerra Mundial: |
| -------------------------- | -------------------------------------- | --------------------------- | -------------------------- | -------------------------- |
|                            |                                        |                             |                            |                            |
| Erich Hartmann (Alemanha)  | Pierre Clostermann (franco-brasileiro) | Hiroyoshi Nishizawa (Japão) | Thomas McGuire (EUA)       | Ivan Kozhedub (URSS)       |

### Ases após as guerras mundiais

#### Guerra da Coreia
A Guerra da Coreia de 1950-53 marcou a transição de aeronaves com motor a pistão e hélice para aviões a jato mais modernos. Como tal, viu os primeiros ases jato-contra-jato do mundo. O ás da guerra com maior pontuação é considerado o piloto soviético Nikolai Sutyagin, que reivindicou 22 mortes.

#### Guerra do Vietnã

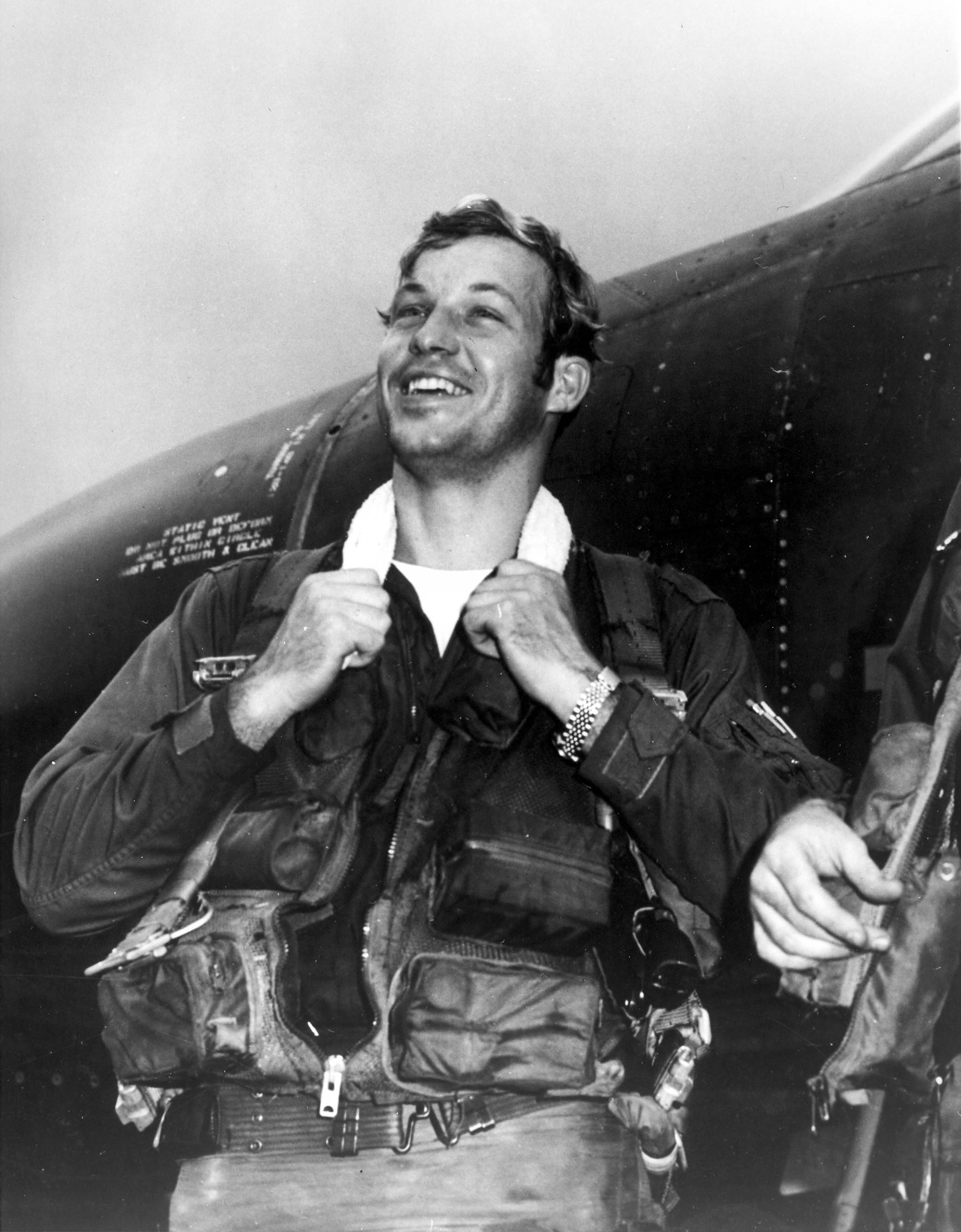
Capitão Richard Stephen Ritchie, 555º Esquadrão de Caça Tático, retratado ao lado da aeronave na qual ele se tornou o primeiro ás da Força Aérea na Guerra do Vietnã

A Força Aérea Popular do Vietnã iniciou o desenvolvimento de suas forças aéreas modernas, treinadas principalmente por treinadores tchecoslovacos e soviéticos desde 1956. A eclosão da maior campanha de bombardeio sustentado da história levou ao rápido desdobramento da nascente força aérea, e o primeiro confronto da guerra foi em abril de 1965 na ponte Thanh Hóa, que viu unidades subsônicas MiG-17 relativamente desatualizadas lançadas contra os superiores F-105 Thunderchief e F-8 Crusader, danificando 1 F-8 e derrubando dois F-105. O MiG-17 geralmente não tinha radares e mísseis sofisticados e dependia de combates aéreos e capacidade de manobra para abater aeronaves dos EUA. Como as aeronaves dos EUA superavam em muito as aeronaves norte-vietnamitas, o Pacto de Varsóvia e outros começaram a armar o Vietnã do Norte com jatos MiG-21. A FAPV adotou uma estratégia de "guerra de guerrilha no céu" utilizando ataques rápidos de bater e fugir contra alvos dos EUA, voando continuamente baixo e forçando jatos dos EUA mais rápidos e mais fortemente armados a se envolverem em combates aéreos onde os MiG-17 e O MiG-21 tinha manobrabilidade superior. A FAPV realizou o primeiro ataque aéreo a navios dos EUA desde a Segunda Guerra Mundial, com dois ases, incluindo Nguyễn Văn Bảy, atacando navios dos EUA durante a Batalha de Đồng Hới em 1972. Muitas vezes, as perdas ar-ar de caças dos EUA foram reatribuídas a mísseis terra-ar, por serem consideradas "menos embaraçosas". No final da guerra, os EUA, no entanto, confirmaram 249 perdas ar-ar de aeronaves dos EUA enquanto os números para o Vietnã do Norte são contestados, variando de 195 aeronaves norte-vietnamitas de reivindicações pelos EUA a 131 declaradas pelo Vietnã do Norte e União Soviética.
O combate ar-ar americano durante a Guerra do Vietnã geralmente correspondia à intrusão de caças-bombardeiros dos Estados Unidos contra sistemas integrados de defesa aérea norte-vietnamitas direcionados por radar. As tripulações de caças americanos F-4 Phantom II, F-8 Crusader e F-105 geralmente tinham que enfrentar mísseis terra-ar, artilharia antiaérea e tiros de metralhadora antes que os caças adversários os atacassem. O conflito de longa duração produziu 22 ases: 17 pilotos norte-vietnamitas, dois pilotos americanos, três oficiais de sistemas de armas americanos.

#### Guerra árabe-israelense

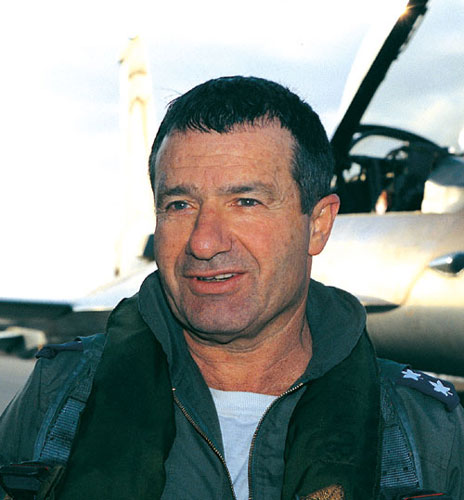
Giora Epstein, o ás da aviação com maior escore da Força Aérea Israelense, com 17 vitórias aéreas

A série de guerras e conflitos entre Israel e os seus vizinhos começou com a independência israelita em 1948 e continuou por mais de três décadas.

#### Guerra Irã-Iraque

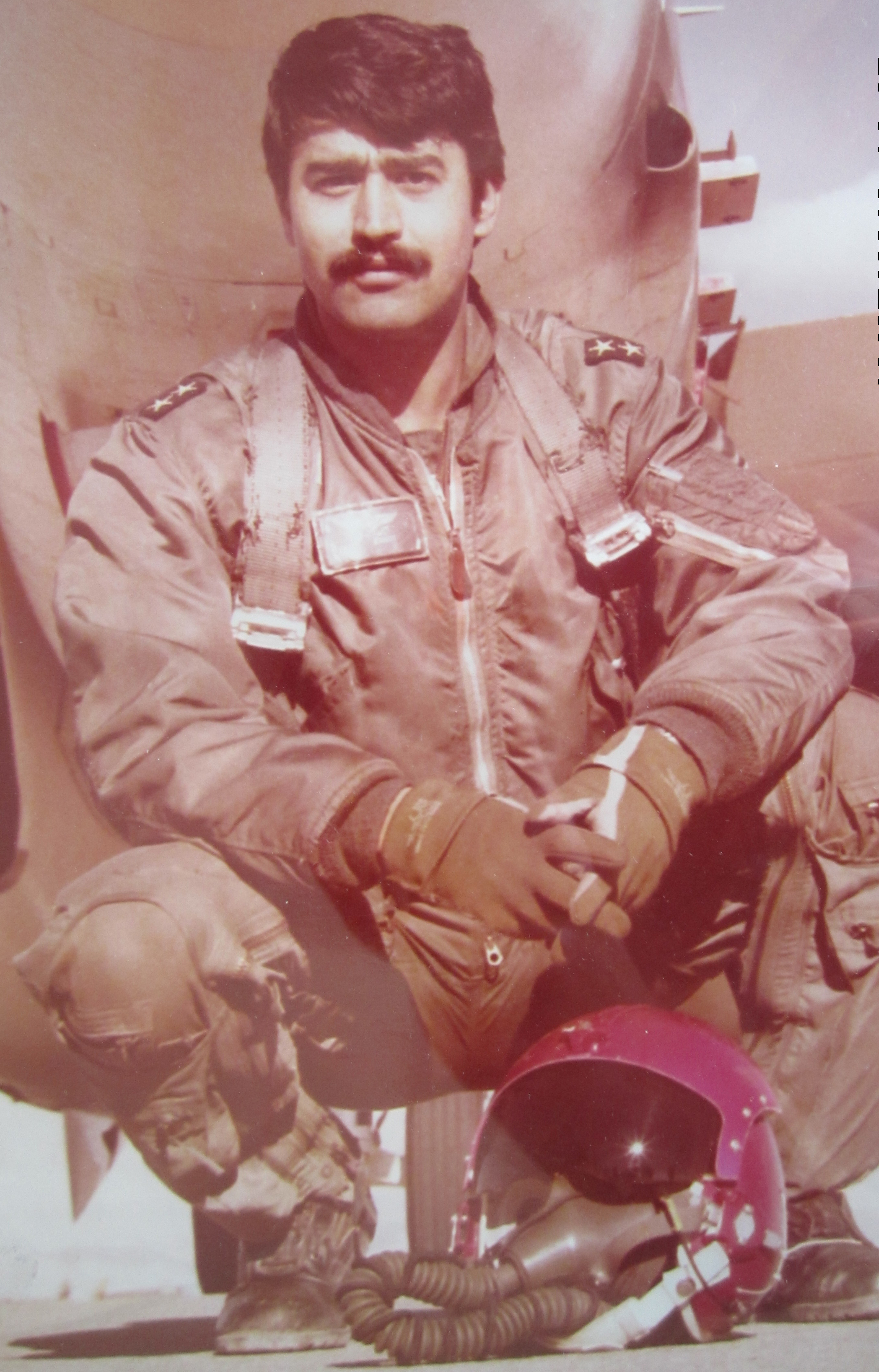
General de brigada Jalil Zandi, um ás piloto de caça da Força Aérea Iraniana. O piloto de F-14 Tomcat de maior sucesso de todos os tempos, com oito mortes confirmadas durante a guerra Irã-Iraque.

O General de brigada Jalil Zandi (1951–2001) foi um ás na Força Aérea da República Islâmica do Irã, servindo durante toda a Guerra Irã-Iraque. Seu recorde de oito vitórias confirmadas e três prováveis contra aeronaves de combate iraquianas o qualifica como um ás e o piloto de maior sucesso daquele conflito e o piloto Grumman F-14 Tomcat de maior sucesso em todo o mundo.
O General de brigada Shahram Rostami foi outro ás iraniano. Ele também foi piloto de F-14. Ele teve seis mortes confirmadas. Suas vitórias incluem um MiG-21, dois MiG-25 e três Mirage F1.
O coronel Mohammed Rayyan também foi outro piloto de caça que abateu de 5 a 8 aeronaves iranianas, principalmente F-4 Phantoms, durante a guerra.

#### Guerra Indo-Paquistanesa
O Comodoro do Ar Muhammad Mahmood Alam foi um piloto de caça ás da Força Aérea do Paquistão. Durante a Guerra Indo-Paquistanesa de 1965, Alam afirmou ter abatido cinco aeronaves em uma única surtida em 7 de setembro de 1965, com quatro abatidas em menos de um minuto, estabelecendo um recorde mundial. Estas alegações, no entanto, foram amplamente contestadas por oficiais da Força Aérea Indiana.

#### Guerra Russo-Ucraniana
De acordo com o Ministério da Defesa da Federação Russa, durante os combates na Ucrânia, o tenente-coronel Ilya Sizov "destruiu 12 aeronaves ucranianas (3 aeronaves Su-24, 3 aeronaves Su-27, 3 aeronaves MiG-29, 2 helicópteros Mi-24, 1 helicóptero Mi-14) e dois complexos de mísseis antiaéreos Buk-M1.

#### Crise do Mar Vermelho
Em fevereiro de 2024, foi relatado que o capitão Earl Ehrhart V, do Corpo de Fuzileiros Navais dos Estados Unidos, havia abatido sete drones Houthi enquanto pilotava uma aeronave de ataque ao solo AV-8B Harrier II, do navio de assalto anfíbio USS Bataan.

## Precisão
A avaliação realista das baixas inimigas é importante para fins de inteligência militar, por isso a maioria das forças aéreas despende um esforço considerável para garantir a precisão nas reivindicações de vitória. Na Segunda Guerra Mundial, a câmera do canhão da aeronave passou a ser de uso geral pela Luftwaffe, bem como pela RAF e pela USAAF, em parte na esperança de aliviar reivindicações de vitória imprecisas.
Na Guerra Mundial foram desenvolvidos os padrões para confirmação de vitórias aéreas. Os mais rigorosos foram os alemães e franceses, que exigiam tanto a existência de destroços rastreáveis como observações de observadores independentes. Em contraste com isto, o sistema britânico também aceitou reivindicações únicas dos pilotos e feitos como aviões inimigos "fora de controle", "derrubados" e "forçados a pousar". As vitórias aéreas também foram divididas entre diferentes pilotos. Isto levou a enormes reivindicações excessivas por parte dos britânicos e parcialmente por parte dos EUA. Algumas forças aéreas, como a USAAF, também incluíram mortes no solo como vitórias.
Os números mais precisos geralmente pertencem ao combate aéreo em seu próprio território, onde muitos destroços podem ser localizados, e até mesmo identificados, e onde inimigos abatidos são mortos ou capturados. É por esta razão que pelo menos 76 das 80 aeronaves creditadas a Manfred von Richthofen podem estar ligadas a perdas britânicas conhecidas - o Jagdstaffeln alemão voou defensivamente, no seu próprio lado das linhas, em parte ao política de patrulha ofensiva do General Hugh Trenchard.
Na Segunda Guerra Mundial reivindicações excessivas eram um problema comum. Quase 50% das vitórias da RAF na Batalha da Grã-Bretanha, por exemplo, não correspondem estatisticamente às perdas alemãs registradas - mas pelo menos parte dessa aparente reivindicação excessiva pode ser contabilizada com naufrágios conhecidos e tripulações conhecidas por terem estado no entre os campos britânicos de prisioneiros de guerra. Uma reivindicação excessiva de cerca de 2-3 era comum em todos os lados, e as reivindicações excessivas soviéticas às vezes eram maiores. As afirmações dos pilotos da Luftwaffe são consideradas em sua maioria razoáveis e mais precisas do que aquelas de acordo com o sistema britânico e americano.
Para citar um exemplo extremo, na Guerra da Coreia, tanto as armas aéreas dos EUA como as comunistas reivindicaram uma relação vitória/perda de 10 para 1.

## Ases não-pilotos

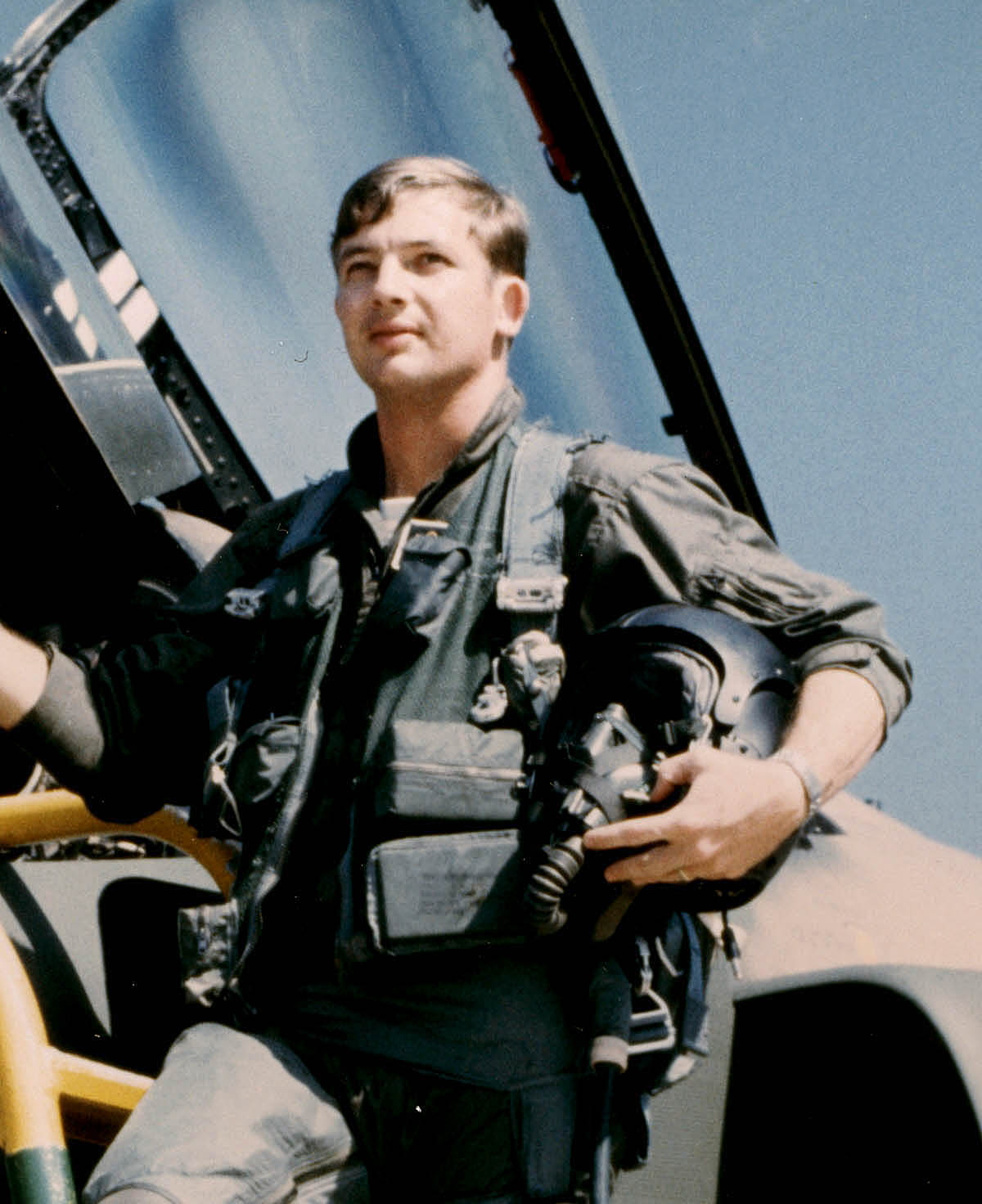
Charles B. DeBellevue, o primeiro oficial de sistemas de armas da USAF a se tornar um ás da aviação.

Embora os ases sejam geralmente considerados exclusivamente pilotos de caça, alguns concederam esse status a artilheiros em bombardeiros ou aeronaves de reconhecimento, observadores em caças de dois lugares, como o antigo Bristol F.2b, e navegadores/oficiais de armas em aviões a jato, como o McDonnell Douglas F-4 Phantom II. Como os pilotos muitas vezes se unem a diferentes membros da tripulação aérea, um observador ou artilheiro pode ser um ás, enquanto seu piloto não o é, ou vice-versa. Ases observadores constituem uma minoria considerável em muitas listas.
Na Primeira Guerra Mundial, o observador Gottfried Ehmann da Luftstreitkräfte alemã, fui creditado com 12 mortes, pelas quais foi premiado com a Cruz Dourada do Mérito Militar. No Royal Flying Corps o observador Charles George Gass registrou 39 vitórias, das quais 5 foram efetivamente confirmadas. A propagação foi causada pelo pródigo sistema britânico de confirmação de vitória aérea.
Na Segunda Guerra Mundial, o sargento Michael Arooth, artilheiro de cauda do Boeing B-17 Flying Fortress servindo no 379º Grupo de Bombardeio, foi creditado com 19 mortes e o artilheiro Arthur J. Benko, a bordo de um Consolidated B-24 Liberator (374º Esquadrão de Bombardeio), com 16 mortes. O principal artilheiro de bombardeiros da Royal Air Force, Wallace McIntosh, foi creditado com oito mortes enquanto servia como artilheiro da torre traseira em Avro Lancasters, incluindo três em uma missão. O Sargento de Voo FJ Barker contribuiu para 12 vitórias enquanto voava como artilheiro em um caça equipado com torre Boulton Paul Defiant pilotado pelo Sargento de Voo ER Thorne. Do lado alemão, Erwin Hentschel, o artilheiro traseiro do Junkers Ju 87 do piloto da Luftwaffe e ás antitanque Hans-Ulrich Rudel, teve 7 mortes confirmadas. A tripulação do piloto de bombardeiro Otto Köhnke do Kampfgeschwader 3 é responsável pela destruição de 11 caças inimigos (6 franceses, 1 britânico, 4 soviéticos).
Com o advento de tecnologia mais avançada, surgiu uma terceira categoria de ás. Charles B. DeBellevue tornou-se não apenas o primeiro oficial de sistemas de armas (WSO) da Força Aérea dos EUA a se tornar um ás, mas também o principal ás americano da Guerra do Vietnã, com seis vitórias. Logo atrás, com cinco, estavam o colega WSO Jeffrey Feinstein e o oficial de interceptação de radar William P. Driscoll.

## Ás em um dia

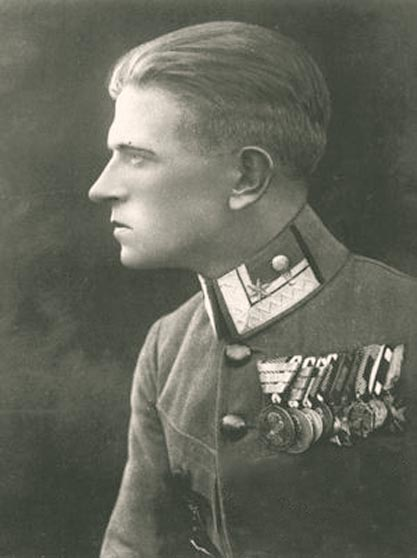
Julius Arigi, o primeiro "ás em um dia"

Os primeiros aviadores militares a obter cinco ou mais vitórias na mesma data, tornando-se cada um um "ás do dia", foram o piloto Julius Arigi e o observador/artilheiro Johann Lasi da força aérea austro-húngara, em 22 de agosto de 1916, quando abateram cinco aeronaves italianas. O feito foi repetido mais cinco vezes durante a Primeira Guerra.
Tornar-se um ás em um dia tornou-se relativamente comum durante a Segunda Guerra Mundial. Um total de 68 pilotos dos EUA (43 da Força Aérea do Exército, 18 da Marinha e sete pilotos do Corpo de Fuzileiros Navais) foram creditados com o feito, incluindo o lendário piloto de testes Chuck Yeager.
Na ofensiva soviética de 1944 no Istmo da Carélia, o piloto finlandês Hans Wind abateu 30 aeronaves soviéticas em 12 dias com seu Bf 109 G. Ao fazer isso, ele obteve o status de "ás em um dia" três vezes.
Durante a Guerra Indo-Paquistanesa de 1965, o piloto paquistanês Muhammad Mahmood Alam afirmou ter abatido cinco aeronaves em uma única surtida em 7 de setembro de 1965, com quatro abatidas em menos de um minuto, estabelecendo um recorde mundial. Estas alegações, no entanto, foram amplamente contestadas pela Força Aérea Indiana.

## Lista de Ases destacados com quinze vitórias ou mais (Triplo Ás)

### Primeira Guerra Mundial
| Nome                       | Pais            | Serviço                          | Vitórias                      | Notas                                                                                                 |
| -------------------------- | --------------- | -------------------------------- | ----------------------------- | --- |
| Manfred von Richthofen     | Alemanha        | Luftstreitkräfte                 | 80                            | "Barão Vermelho", Pour le Mérite                                                                      |
| René Fonck                 | França          | Aéronautique Militaire           | 75                            | Top Aliado                                                                                            |
| Edward "Mick" Mannock      | Reino Unido     | Royal Flying Corps               | 73 discutidas {61 pelo menos} | VC, Top As Britânico                                                                                  |
| Billy Bishop               | Canadá          | Royal Flying Corps               | 72 discutidas                 | VC, Top As Canadiano                                                                                  |
| Ernst Udet                 | Alemanha        | Luftstreitkräfte                 | 62                            | |
| Raymond Collishaw          | Canadá          | Royal Naval Air Service          | 61 discutidas                 | Top RNAS, de maneira não oficial poderiam ter sido 81                                                 |
| James McCudden             | Reino Unido     | Royal Flying Corps               | 57                            | VC |
| A. F. W. Beauchamp Proctor | África do Sul   | Royal Flying Corps               | 54                            | |
| Erich Löwenhardt           | Alemanha        | Luftstreitkräfte                 | 54                            | |
| Donald R. MacLaren         | Canadá          | Royal Flying Corps               | 54                            | |
| Georges Guynemer           | França          | Aéronautique Militaire           | 53                            | |
| Roderic "Stan" Dallas      | Austrália       | Royal Naval Air Service          | 50 (discutidas)               | Top Australiano (discutido)                                                                           |
| William George Barker      | Canadá          | Royal Flying Corps               | 50                            | |
| Werner Voss                | Alemanha        | Luftstreitkräfte                 | 48                            | |
| George McElroy             | Reino Unido     | Royal Flying Corps               | 47                            | |
| Robert A. Little           | Austrália       | Royal Naval Air Service          | 47                            | |
| Fritz Rumey                | Alemanha        | Luftstreitkräfte                 | 45                            | |
| Albert Ball                | Reino Unido     | Royal Flying Corps               | 44                            | |
| Rudolph Berthold           | Alemanha        | Luftstreitkräfte                 | 44                            | |
| Bruno Loerzer              | Alemanha        | Luftstreitkräfte                 | 44                            | |
| Charles Nungesser          | França          | Aéronautique Militaire           | 43                            | |
| Paul Bäumer                | Alemanha        | Luftstreitkräfte                 | 43                            | |
| Tom F. Hazell              | Irlanda         | Royal Flying Corps               | 43                            | |
| Josef Jacobs               | Alemanha        | Luftstreitkräfte                 | 41                            | |
| Georges F. Madon           | França          | Aéronautique Militaire           | 41                            | |
| Oswald Boelcke             | Alemanha        | Luftstreitkräfte                 | 40                            | Pour le Mérite                                                                                        |
| Lothar von Richthofen      | Alemanha        | Luftstreitkräfte                 | 40                            | Pour le Mérite                                                                                        |
| Franz Buchner              | Alemanha        | Luftstreitkräfte                 | 40                            | |
| Philip F. Fullard          | Reino Unido     | Royal Flying Corps               | 40                            | |
| Karl Menckhoff             | Alemanha        | Luftstreitkräfte                 | 39                            | |
| Heinrich Gontermann        | Alemanha        | Luftstreitkräfte                 | 39                            | |
| Willy Coppens              | Bélgica         | Aviation Militaire Belge         | 37                            | |
| Max Muller                 | Alemanha        | Luftstreitkräfte                 | 36                            | |
| Julius Buckler             | Alemanha        | Luftstreitkräfte                 | 36                            | Pour le Mérite                                                                                        |
| Maurice Boyau              | França          | Aéronautique Militaire           | 35                            | |
| Godwin Brumowski           | Áustria-Hungria | Luftfahrtruppen                  | 35                            | Top Austria-Hungria                                                                                   |
| Gustav Dorr                | Alemanha        | Luftstreitkräfte                 | 35                            | |
| Eduard von Schleich        | Alemanha        | Luftstreitkräfte                 | 35                            | |
| Francesco Baracca          | Itália          | Corpo Aeronautico Militare       | 34                            | Top Italiano                                                                                          |
| Michel Coiffard            | França          | Aéronautique Militaire           | 34                            | |
| Josef Veltjens             | Alemanha        | Luftstreitkräfte                 | 34                            | |
| Otto Koennecke             | Alemanha        | Luftstreitkräfte                 | 33                            | |
| Kurt Wolff                 | Alemanha        | Luftstreitkräfte                 | 33                            | |
| Heinrich Bongartz          | Alemanha        | Luftstreitkräfte                 | 33                            | |
| Theo Osterkamp             | Alemanha        | Luftstreitkräfte                 | 32                            | +6 WW II                                                                                              |
| Emil Thuy                  | Alemanha        | Luftstreitkräfte                 | 32                            | |
| Paul Billik                | Alemanha        | Luftstreitkräfte                 | 31                            | |
| Karl Bolle                 | Alemanha        | Luftstreitkräfte                 | 31                            | |
| Gotthard Sachsenberg       | Alemanha        | Luftstreitkräfte                 | 31                            | |
| Karl Allmenröder           | Alemanha        | Luftstreitkräfte                 | 30                            | Pour le Mérite                                                                                        |
| Carl Degelow               | Alemanha        | Luftstreitkräfte                 | 30                            | |
| Heinrich Kroll             | Alemanha        | Luftstreitkräfte                 | 30                            | |
| Josef Mai                  | Alemanha        | Luftstreitkräfte                 | 30                            | |
| Ulrich Neckel              | Alemanha        | Luftstreitkräfte                 | 30                            | |
| Karl Schaefer              | Alemanha        | Luftstreitkräfte                 | 30                            | |
| A. H. "Harry" Cobby        | Austrália       | Australian Flying Corps          | 29                            | Top AFC                                                                                               |
| Hermann Frommerz           | Alemanha        | Luftstreitkräfte                 | 29                            | |
| Walter von Bulow           | Alemanha        | Luftstreitkräfte                 | 28                            | |
| Walter Blume               | Alemanha        | Luftstreitkräfte                 | 28                            | |
| Leon Bourjade              | França          | Aéronautique Militaire           | 28                            | |
| Fritz von Roth             | Alemanha        | Luftstreitkräfte                 | 28                            | |
| Fritz Bernert              | Alemanha        | Luftstreitkräfte                 | 27                            | |
| Otto Fruhner               | Alemanha        | Luftstreitkräfte                 | 27                            | |
| Hans Kirschstein           | Alemanha        | Luftstreitkräfte                 | 27                            | |
| Armand Pinsard             | França          | Aéronautique Militaire           | 27                            | |
| Karl Thom                  | Alemanha        | Luftstreitkräfte                 | 27                            | Pour le Mérite                                                                                        |
| Adolf von Tutschek         | Alemanha        | Luftstreitkräfte                 | 27                            | |
| Kurt Wusthoff              | Alemanha        | Luftstreitkräfte                 | 27                            | |
| Elwyn "Bo" King            | Austrália       | Australian Flying Corps          | 26                            | |
| Eddie Rickenbacker         | Estados Unidos  | US Army Air Service              | 26                            | Top US                                                                                                |
| Harald Auffarth            | Alemanha        | Luftstreitkräfte                 | 26                            | |
| Oscar von Boenigk          | Alemanha        | Luftstreitkräfte                 | 26                            | |
| Eduard Dostler             | Alemanha        | Luftstreitkräfte                 | 26                            | |
| Arthur Laumann             | Alemanha        | Luftstreitkräfte                 | 26                            | |
| Silvio Scaroni             | Itália          | Corpo Aeronautico Militare       | 26                            | |
| Arthur Rhys Davids         | Reino Unido     | Royal Flying Corps               | 25                            | |
| René Dorme                 | França          | Aéronautique Militaire           | 23                            | |
| Gabriel Guérin             | França          | Aéronautique Militaire           | 23                            | |
| Hermann Göring             | Alemanha        | Luftstreitkräfte                 | 22                            | Pour le Mérite, foi futuramente o comandante em chefe da Luftwaffe da época nazista entre 1935 e 1945 |
| Marcel Haegelen            | França          | Aéronautique Militaire           | 22                            | |
| Alfred Heurteaux           | França          | Aéronautique Militaire           | 21                            | |
| Edgar McCloughry           | Austrália       | RFC/AFC                          | 21                            | O apelido algumas vezes pronunciou-se como "McClaughry".                                              |
| Frederick W. Gillet        | Estados Unidos  | Royal Flying Corps               | 20                            | |
| Aleksandr A. Kozakov       | Rússia          | Serviço Aéreo da Rússia Imperial | 20                            | Top Russo                                                                                             |
| Keith Park                 | Nova Zelândia   | Australian Flying Corps          | 20                            | Top NZ                                                                                                |

### Guerra Civil Espanhola
| Nome                         | Pais            | Serviço                  | Vitórias |
| ---------------------------- | --------------- | ------------------------ | -------- |
| Joaquín García-Morato        | Espanha         | Força Aérea Nacionalista | 40       |
| Lev Shestakov                | União Soviética | Força Aérea Republicana  | 39       |
| Sergei I. Gritsevets         | União Soviética | Força Aérea Republicana  | 30       |
| Julio Salvador Diaz-Benjumea | Espanha         | Força Aérea Nacionalista | 24       |
| Manuel Claver                | Espanha         | Força Aérea Republicana  | 23       |
| Manuel Vazquez Sagastizabal  | Espanha         | Força Aérea Nacionalista | 21       |
| Leopoldo Rubio               | Espanha         | Força Aérea Republicana  | 21       |
| Pavel V. Rychagov            | União Soviética | Força Aérea Republicana  | 20       |

### Segunda Guerra Mundial
| Nome                                | País                     | Serviço                                                                         | Vitórias |
| ----------------------------------- | ------------------------ | ------------------------------------------------------------------------------- | -------- |
| Erich "Bubi" Hartmann               | Alemanha                 | Luftwaffe                                                                       | 352      |
| Gerhard Barkhorn                    | Alemanha                 | Luftwaffe                                                                       | 301      |
| Günther Rall                        | Alemanha                 | Luftwaffe                                                                       | 275      |
| Otto Kittel                         | Alemanha                 | Luftwaffe                                                                       | 267      |
| Walter Nowotny                      | Alemanha                 | Luftwaffe                                                                       | 258      |
| Wilhelm Batz                        | Alemanha                 | Luftwaffe                                                                       | 237      |
| Erich Rudorffer                     | Alemanha                 | Luftwaffe                                                                       | 222      |
| Heinz Bär                           | Alemanha                 | Luftwaffe                                                                       | 220      |
| Hermann Graf                        | Alemanha                 | Luftwaffe                                                                       | 212      |
| Heinrich Ehrler                     | Alemanha                 | Luftwaffe                                                                       | 208      |
| Theodor Weissenberger               | Alemanha                 | Luftwaffe                                                                       | 208      |
| Hans Philipp                        | Alemanha                 | Luftwaffe                                                                       | 206      |
| Walter Schuck                       | Alemanha                 | Luftwaffe                                                                       | 206      |
| Anton Hafner                        | Alemanha                 | Luftwaffe                                                                       | 204      |
| Helmut Lipfert                      | Alemanha                 | Luftwaffe                                                                       | 203      |
| Walter Krupinski                    | Alemanha                 | Luftwaffe                                                                       | 197      |
| Anton Hackl                         | Alemanha                 | Luftwaffe                                                                       | 192      |
| Joachim Brendel                     | Alemanha                 | Luftwaffe                                                                       | 189      |
| Max Stotz                           | Alemanha                 | Luftwaffe                                                                       | 189      |
| Joachim Kirschner                   | Alemanha                 | Luftwaffe                                                                       | 188      |
| Kurt Brändle                        | Alemanha                 | Luftwaffe                                                                       | 180      |
| Günther Josten                      | Alemanha                 | Luftwaffe                                                                       | 178      |
| Johannes Steinhoff                  | Alemanha                 | Luftwaffe                                                                       | 178      |
| Ernst-Wilhelm Reinert               | Alemanha                 | Luftwaffe                                                                       | 174      |
| Günther Schack                      | Alemanha                 | Luftwaffe                                                                       | 174      |
| Emil Lang                           | Alemanha                 | Luftwaffe                                                                       | 173      |
| Heinz Schmidt                       | Alemanha                 | Luftwaffe                                                                       | 173      |
| Horst Ademeit                       | Alemanha                 | Luftwaffe                                                                       | 166      |
| Wolf-Dietrich Wilcke                | Alemanha                 | Luftwaffe                                                                       | 162      |
| Hans-Joachim Marseille              | Alemanha                 | Luftwaffe                                                                       | 158      |
| Heinrich Sturm                      | Alemanha                 | Luftwaffe                                                                       | 158      |
| Gerhard Thyben                      | Alemanha                 | Luftwaffe                                                                       | 157      |
| Hans Beisswenger                    | Alemanha                 | Luftwaffe                                                                       | 152      |
| Peter Düttmann                      | Alemanha                 | Luftwaffe                                                                       | 152      |
| Gordon Gollob                       | Alemanha                 | Luftwaffe                                                                       | 150      |
| Fritz Tegtmeier                     | Alemanha                 | Luftwaffe                                                                       | 146      |
| Albin Wolf                          | Alemanha                 | Luftwaffe                                                                       | 144      |
| Kurt Tanzer                         | Alemanha                 | Luftwaffe                                                                       | 143      |
| Friedrich-Karl Müller               | Alemanha                 | Luftwaffe                                                                       | 140      |
| Karl Gratz                          | Alemanha                 | Luftwaffe                                                                       | 138      |
| Heinrich Setz                       | Alemanha                 | Luftwaffe                                                                       | 138      |
| Rudolf Trenkel                      | Alemanha                 | Luftwaffe                                                                       | 138      |
| Walter Wolfrum                      | Alemanha                 | Luftwaffe                                                                       | 137      |
| Horst-Günther von Fassong           | Alemanha                 | Luftwaffe                                                                       | 136      |
| Otto Fönnekold                      | Alemanha                 | Luftwaffe                                                                       | 136      |
| Karl-Heinz Weber                    | Alemanha                 | Luftwaffe                                                                       | 136      |
| Joachim Müncheberg                  | Alemanha                 | Luftwaffe                                                                       | 135      |
| Hans Waldmann                       | Alemanha                 | Luftwaffe                                                                       | 134      |
| Alfred Grislawski                   | Alemanha                 | Luftwaffe                                                                       | 133      |
| Franz Schall                        | Alemanha                 | Luftwaffe                                                                       | 133      |
| Johannes Wiese                      | Alemanha                 | Luftwaffe                                                                       | 133      |
| Adolf Borchers                      | Alemanha                 | Luftwaffe                                                                       | 132      |
| Adolf Dickfeld                      | Alemanha                 | Luftwaffe                                                                       | 132      |
| Erwin Clausen                       | Alemanha                 | Luftwaffe                                                                       | 132      |
| Wilhelm Lemke                       | Alemanha                 | Luftwaffe                                                                       | 131      |
| Gerhard Hoffmann                    | Alemanha                 | Luftwaffe                                                                       | 130      |
| Franz Eisenach                      | Alemanha                 | Luftwaffe                                                                       | 129      |
| Walther Dahl                        | Alemanha                 | Luftwaffe                                                                       | 129      |
| Heinrich Sterr                      | Alemanha                 | Luftwaffe                                                                       | 129      |
| Franz Dörr                          | Alemanha                 | Luftwaffe                                                                       | 128      |
| Walter Oesau                        | Alemanha                 | Luftwaffe                                                                       | 127      |
| Rudolf Rademacher                   | Alemanha                 | Luftwaffe                                                                       | 126      |
| Josef Zwernemann                    | Alemanha                 | Luftwaffe                                                                       | 126      |
| Dietrich Hrabak                     | Alemanha                 | Luftwaffe                                                                       | 125      |
| Wolf Ettel                          | Alemanha                 | Luftwaffe                                                                       | 124      |
| Herbert Ihlefeld                    | Alemanha                 | Luftwaffe                                                                       | 123      |
| Wolfgang Tonne                      | Alemanha                 | Luftwaffe                                                                       | 122      |
| Heinz Marquardt                     | Alemanha                 | Luftwaffe                                                                       | 121      |
| Heinz-Wolfgang Schnaufer            | Alemanha                 | Luftwaffe                                                                       | 121      |
| Robert Weiss                        | Alemanha                 | Luftwaffe                                                                       | 121      |
| Erich Leie                          | Alemanha                 | Luftwaffe                                                                       | 121      |
| Friedrich Obleser                   | Alemanha                 | Luftwaffe                                                                       | 120      |
| Franz-Josef Beerenbrock             | Alemanha                 | Luftwaffe                                                                       | 117      |
| Hans-Joachim Birkner                | Alemanha                 | Luftwaffe                                                                       | 117      |
| Jakob Norz                          | Alemanha                 | Luftwaffe                                                                       | 117      |
| Heinz Wernicke                      | Alemanha                 | Luftwaffe                                                                       | 117      |
| August Lambert                      | Alemanha                 | Luftwaffe                                                                       | 116      |
| Werner Mölders                      | Alemanha                 | Luftwaffe                                                                       | 115      |
| Wilhelm Crinius                     | Alemanha                 | Luftwaffe                                                                       | 114      |
| Werner Schroer                      | Alemanha                 | Luftwaffe                                                                       | 114      |
| Hans Dammers                        | Alemanha                 | Luftwaffe                                                                       | 113      |
| Berthold Korts                      | Alemanha                 | Luftwaffe                                                                       | 113      |
| Helmut Lent                         | Alemanha                 | Luftwaffe                                                                       | 113      |
| Kurt Bühligen                       | Alemanha                 | Luftwaffe                                                                       | 112      |
| Kurt Ubben                          | Alemanha                 | Luftwaffe                                                                       | 110      |
| Franz Woidich                       | Alemanha                 | Luftwaffe                                                                       | 110      |
| Reinhard Seiler                     | Alemanha                 | Luftwaffe                                                                       | 109      |
| Emil Bitsch                         | Alemanha                 | Luftwaffe                                                                       | 108      |
| Hans Hahn (pilot)                   | Alemanha                 | Luftwaffe                                                                       | 108      |
| Bernhard Vechtel                    | Alemanha                 | Luftwaffe                                                                       | 108      |
| Viktor Bauer                        | Alemanha                 | Luftwaffe                                                                       | 106      |
| Werner Lucas                        | Alemanha                 | Luftwaffe                                                                       | 106      |
| Günther Lützow                      | Alemanha                 | Luftwaffe                                                                       | 105      |
| Adolf Galland                       | Alemanha                 | Luftwaffe                                                                       | 104      |
| Eberhard von Boremski               | Alemanha                 | Luftwaffe                                                                       | 104      |
| Heinz Sachsenberg                   | Alemanha                 | Luftwaffe                                                                       | 104      |
| Hartmann Grasser                    | Alemanha                 | Luftwaffe                                                                       | 103      |
| Siegfried Freytag                   | Alemanha                 | Luftwaffe                                                                       | 102      |
| Friedrich Geisshardt                | Alemanha                 | Luftwaffe                                                                       | 102      |
| Egon Mayer                          | Alemanha                 | Luftwaffe                                                                       | 102      |
| Max-Hellmuth Ostermann              | Alemanha                 | Luftwaffe                                                                       | 102      |
| Josef Wurmheller                    | Alemanha                 | Luftwaffe                                                                       | 102      |
| Rudolf Miethig                      | Alemanha                 | Luftwaffe                                                                       | 101      |
| Josef Priller                       | Alemanha                 | Luftwaffe                                                                       | 101      |
| Ulrich Wernitz                      | Alemanha                 | Luftwaffe                                                                       | 101      |
| Rudolf Müller                       | Alemanha                 | Luftwaffe                                                                       | 101      |
| Leopold Steinbatz                   | Alemanha                 | Luftwaffe                                                                       | 99       |
| Ilmari Juutilainen                  | Finlândia                | Força Aérea da Finlândia                                                        | 94       |
| Hiroyoshi Nishizawa                 | Japão                    | Marinha Imperial Japonesa                                                       | 87       |
| Heinrich Prinz zu Sayn-Wittgenstein | Alemanha                 | Luftwaffe                                                                       | 83       |
| Tetsuzo Iwamoto                     | Japão                    | Marinha Imperial Japonesa                                                       | 80       |
| Hans Wind                           | Finlândia                | Força Aérea da Finlândia                                                        | 75       |
| Erbo Graf von Kageneck              | Alemanha                 | Luftwaffe                                                                       | 67       |
| Heinz Roekker                       | Alemanha                 | Luftwaffe                                                                       | 64       |
| Saburo Sakai                        | Japão                    | Marinha Imperial Japonesa                                                       | 60+      |
| Ivan Kozhedub                       | União Soviética          | VVS                                                                             | 62       |
| Aleksandr Ivanovich Pokryshkin      | União Soviética          | VVS                                                                             | 59       |
| Grigori Reschkalow                  | União Soviética          | VVS                                                                             | 58       |
| Heinrich-Wilhelm Ahnert             | Alemanha                 | Luftwaffe                                                                       | 57       |
| Helmut Wick                         | Alemanha                 | Luftwaffe                                                                       | 56       |
| Eino Luukkanen                      | Finlândia                | Força Aérea da Finlândia                                                        | 56       |
| Wilhelm-Ferdinand Galland           | Alemanha                 | Luftwaffe                                                                       | 55       |
| Franz Barten                        | Alemanha                 | Luftwaffe                                                                       | 55       |
| Martin Drewes                       | Alemanha                 | Luftwaffe                                                                       | 52       |
| Herbert Bauer                       | Alemanha                 | Luftwaffe                                                                       | 51       |
| Egmont Prinz zur Lippe-Weißenfeld   | Alemanha                 | Luftwaffe                                                                       | 51       |
| Hans-Heinz Augenstein               | Alemanha                 | Luftwaffe                                                                       | 46       |
| Ernst Düllberg                      | Alemanha                 | Luftwaffe                                                                       | 45       |
| Urho Lehtovaara                     | Finlândia                | Força Aérea da Finlândia                                                        | 44½      |
| Marmaduke "Pat" Pattle              | África do Sul            | Royal Air Force                                                                 | 44       |
| Oiva Tuominen                       | Finlândia                | Força Aérea da Finlândia                                                        | 44       |
| Alexandru Şerbănescu                | Roménia                  | Força Aérea da Roménia                                                          | 44       |
| Ludwig Franzisket                   | Alemanha                 | Luftwaffe                                                                       | 43       |
| Constantine Cantacuzino             | Roménia                  | Força Aérea da Roménia                                                          | 43       |
| Olli Puhakka                        | Finlândia                | Força Aérea da Finlândia                                                        | 42       |
| Richard I. Bong                     | Estados Unidos           | USAAF                                                                           | 40       |
| James Edgar "Johnnie" Johnson       | Reino Unido              | Royal Air Force                                                                 | 38       |
| Olavi Puro                          | Finlândia                | Força Aérea da Finlândia                                                        | 36       |
| Nils Katajainen                     | Finlândia                | Força Aérea da Finlândia                                                        | 35½      |
| Thomas B. McGuire                   | Estados Unidos           | USAAF                                                                           | 38       |
| David McCampbell                    | Estados Unidos           | USN                                                                             | 34       |
| Toshio Ohta                         | Japão                    | Marinha Imperial Japonesa                                                       | 34       |
| Lauri Nissinen                      | Finlândia                | Força Aérea da Finlândia                                                        | 32½      |
| Brendan "Paddy" Finucane            | Irlanda                  | Royal Air Force                                                                 | 32       |
| Kyösti Karhila                      | Finlândia                | Força Aérea da Finlândia                                                        | 32       |
| Adolph "Sailor" Malan               | África do Sul            | Royal Air Force                                                                 | 32       |
| George "Buzz" Beurling              | Canadá                   | Royal Air Force                                                                 | 31⅓      |
| William Vale                        | Reino Unido              | Royal Air Force                                                                 | 31½      |
| Jorma Karhunen                      | Finlândia                | Força Aérea da Finlândia                                                        | 31       |
| Dezso Szengyorgyi                   | Hungria                  | Força Aérea da Hungria                                                          | 30 ½     |
| Shoichi Sugita                      | Japão                    | Marinha Imperial Japonesa                                                       | 30+      |
| Kaneyoshi Mutoh                     | Japão                    | Marinha Imperial Japonesa                                                       | 30       |
| Emil Vesa                           | Finlândia                | Força Aérea da Finlândia                                                        | 29½      |
| Robert Roland Stanford "Bob" Tuck   | Reino Unido              | Royal Air Force                                                                 | 29       |
| Bob Braham                          | Reino Unido              | Royal Air Force                                                                 | 29       |
| Clive "Killer" Caldwell             | Austrália                | Royal Australian Air Force                                                      | 28½      |
| Tapio Järvi                         | Finlândia                | Força Aérea da Finlândia                                                        | 28½      |
| Francis "Gabby" Gabreski            | Polónia · Estados Unidos | RAF USAAF                                                                       | 28       |
| James "Ginger" Lacy                 | Reino Unido              | Royal Air Force                                                                 | 28       |
| Colin Gray                          | Nova Zelândia            | Royal Air Force                                                                 | 27½      |
| Robert S. Johnson                   | Estados Unidos           | USAAF                                                                           | 27       |
| Charles H. Macdonald                | Estados Unidos           | USAAF                                                                           | 27       |
| Junichi Sasai                       | Japão                    | Marinha Imperial Japonesa                                                       | 27       |
| Lev Shestakov                       | União Soviética          | VVS                                                                             | 26       |
| Klaus Alakoski                      | Finlândia                | Força Aérea da Finlândia                                                        | 26       |
| Joseph J. Foss                      | Estados Unidos           | Corpo de Fuzileiros Navais dos Estados Unidos                                   | 26       |
| Lajos Toth                          | Hungria                  | Força Aérea da Hungria                                                          | 26       |
| Adriano Visconti                    | Itália                   | Força Aérea Italiana                                                            | 26       |
| Egon Albrecht                       | Alemanha/Brasil          | Luftwaffe                                                                       | 25       |
| Walter Adolph                       | Alemanha                 | Luftwaffe                                                                       | 25       |
| George E. Preddy, Jr.               | Estados Unidos           | USAAF                                                                           | 25.8     |
| Robert M. Hanson                    | Estados Unidos           | Corpo de Fuzileiros Navais dos Estados Unidos                                   | 25       |
| Gregory "Pappy" Boyington           | Estados Unidos           | Força Aérea da República da China Corpo de Fuzileiros Navais dos Estados Unidos | 24       |
| Cecil E. Harris                     | Estados Unidos           | USN                                                                             | 24       |
| John C. Meyer                       | Estados Unidos           | USAAF                                                                           | 24       |
| Douglas "Tin Legs" Bader            | Reino Unido              | Royal Air Force                                                                 | 23       |
| Eugene A Valencia                   | Estados Unidos           | USN                                                                             | 23       |
| Kalevi Tervo                        | Finlândia                | Força Aérea da Finlândia                                                        | 23       |
| Jorma Saarinen                      | Finlândia                | Força Aérea da Finlândia                                                        | 23       |
| Lance C. Wade                       | Estados Unidos           | Royal Air Force                                                                 | 23       |
| Marcel Albert                       | França                   | Armée de l'Air/FAFL                                                             | 23       |
| Pierre Clostermann                  | França                   | RAF                                                                             | 23       |
| Eero Kinnunen                       | Finlândia                | Força Aérea da Finlândia                                                        | 22½      |
| David C. Schilling                  | Estados Unidos           | USAAF                                                                           | 22½      |
| Alan Deere                          | Nova Zelândia            | RAF                                                                             | 22       |
| Edward F. Charles                   | Canadá                   | RCAF                                                                            | 22       |
| Gerald R. Johnson                   | Estados Unidos           | USAAF                                                                           | 22       |
| Neel E. Kearby                      | Estados Unidos           | USAAF                                                                           | 22       |
| Jay T. Robbins                      | Estados Unidos           | USAAF                                                                           | 22       |
| Stanislaw Skalski                   | Polónia                  | Força Aérea Polaca/Royal Air Force                                              | 22       |
| Donald S. Gentile                   | Estados Unidos           | RAF/USAAF                                                                       | 21.83    |
| Antti Tani                          | Finlândia                | Força Aérea da Finlândia                                                        | 21½      |
| Frederick J. Christensen            | Estados Unidos           | USAAF                                                                           | 21½      |
| Raymond S. Wetmore                  | Estados Unidos           | USAAF                                                                           | 21.25    |
| Vernon "Woody" Woodward             | Canadá                   | RAF                                                                             | 21       |
| Henry Wallace "Wally" McLeod        | Canadá                   | RAF                                                                             | 21       |
| William Vernon Crawford-Compton     | Nova Zelândia            | RAF                                                                             | 21       |
| Evan Mackie                         | Nova Zelândia            | RNZAF                                                                           | 21       |
| John J. Voll                        | Estados Unidos           | USAAF                                                                           | 21       |
| Kenneth A. Walsh                    | Estados Unidos           | Corpo de Fuzileiros Navais dos Estados Unidos                                   | 21       |
| Paavo Myllylä                       | Finlândia                | Força Aérea da Finlândia                                                        | 21       |
| Walker M. Mahurin                   | Estados Unidos           | USAAF                                                                           | 20.75.   |
| Karel Kuttelwascher                 | Checoslováquia           | Royal Air Force                                                                 | 20       |
| Donald N. Aldrich                   | Estados Unidos           | Corpo de Fuzileiros Navais dos Estados Unidos                                   | 20       |
| Thomas J. Lynch                     | Estados Unidos           | USAAF                                                                           | 20       |
| Robert B. Westbrook                 | Estados Unidos           | USAAF                                                                           | 20       |

### Guerra da Coreia
| Nome             | Pais            | Serviço | Vitórias |
| ---------------- | --------------- | ------- | -------- |
| Nikolay Sutyagin | União Soviética | VVS     | 21       |

### Guerras Árabe-Isralenses
| Nome           | Pais   | Serviço | Vitórias | Notas                                      |
| -------------- | ------ | ------- | -------- | ------------------------------------------ |
| Giora Epstein  | Israel | FAI     | 17       | Ás da aviação moderna, Guerra do Yom Kipur |
| Yfitah Spector | Israel | FAI     | 15       |                                            |

|                        |                         |
| Giora Epstein (Israel) | Iftach Spector (Israel) |